# Himalayagoral
De Himalayagoral (Naemorhedus goral), ook wel bekend als de grijze goral is een kleine, holhoornige herkauwer die voorkomt in de Himalaya. 

## Kenmerken
De Himalayagoral wordt 95 tot 130 centimeter lang en weegt 35 tot 42 kilogram. Het heeft een vacht die grijs of grijs-bruin is, witte poten, lichte plekken bij de keel en een donkere streep over de ruggengraat. Mannetjes hebben korte manen in de nek. Allebei de seksen hebben 18 centimeter lange hoorns, die naar achter gebogen staan. Het grote verschil met de verwante soort van bosgemzen is dat de gorals geen klier onder de ogen hebben. De Himalayagoral wordt meestal 14 tot 15 jaar. 

## Leefwijze
Een Himalayagoral is erg lenig en snel. De kleur van de vacht zorgt voor camouflage, maar heeft meerdere natuurlijke vijanden. Wanneer de Himalayagorals zich bedreigd voelen, maken zij een soort niezend geluid.

## Verspreiding en leefgebied
Ze zijn te vinden in de bossen van de Himalaya en de Hindoekoesj op een hoogte van 1000 tot 4000 meter. Het territorium is rond de 100 hectare groot als het gaat om een groep van meerdere dieren. 

## Voortplanting
Vrouwtjes krijgen meestal 1 jong per geboorte na een periode van ongeveer 170 tot 218 dagen. De jongen drinken melk tot ze 7 of 8 maanden oud zijn. Na 3 jaar is het jong seksueel volwassen.